# The White Company
The White Company (englisch für Das Weiße Ensemble, spanisch Montañas Compañía Blanca) ist eine Gruppe schneebedeckter Berge auf Elephant Island im Archipel der Südlichen Shetlandinseln. Das Gebirge ragt nördlich des Endurance-Gletschers und westlich des Pardo Ridge auf.
Teilnehmer der British Joint Services Expedition (1970–1971) kartierten die Gebirgsgruppe und gaben ihr ihren deskriptiven Namen.